# Hardcore (film)
 For alternative betydninger, se Hardcore. (Se også artikler, som begynder med Hardcore)
Hardcore (russisk: Хардкор) er en russisk-amerikansk spillefilm fra 2016 af Ilja Najsjuller.

## Medvirkende
- Sergej Valjajev som Henry
- Sharlto Copley som Jimmy
- Danila Kozlovskij som Akan
- Haley Bennett som Estelle
- Tim Roth